# Wolfgang Klähn
Wolfgang Klähn (* 13. Oktober 1929 in Hamburg; † 30. Juni 2019 ebenda) war ein deutscher Maler, Dichter und Komponist. Er lebte und arbeitete in Hamburg.

## Leben und Werk
Mit dem Wandbild in der Hamburger Kunsthalle begann Klähn die Reihe seiner Hauptwerke, die den Gesetzen des Lebendigen nachspüren und ohne direktes Naturvorbild von der Darstellung der biologischen Zelle ausgehend eine Evolution von Lebensformen vorstellen, die parallel zur Natur steht. Im Lauf der Entwicklung der Bilder ließ er pflanzliche Formen entstehen, die Blüten und Früchte ausbilden, aus denen sich neuartige – wiederum pflanzenhafte – Figuren lösen. Ein Aquarell im Format 62,5 × 90 cm in der Sammlung Martin Gosebruch aus dem Jahre 1958 mit dem Titel Greifen Sinne wie hüllend ums Werden veranschaulicht diese Art der Darstellung.
Ab der zweiten Hälfte der fünfziger Jahre dominierte die Figur seine Bilder, die er in Gruppen ekstatisch tanzender auf einem symbolischen Lebensweg des Aufsteigens und Herabsinkens zusammenfasst. Ein Beispiel aus dieser Zeit ist das 73,5 × 102 cm große Aquarell Ewiges Kreisen im Besitz des Museum Pfalzgalerie Kaiserslautern. Die Farbigkeit wird dank der erstmals in der Aquarelltechnik konsequent angewandten Lasurmalerei zu hoher Leuchtkraft und Dichte gesteigert. Die gemalten Schichten, die ebenso inhaltlich-figürliche wie farbig-malerische Schichten waren, durchdringen einander und verdeutlichen komplexes Handeln. Diese Technik wandte er auch in den Landschaftsaquarellen von Sylt an, in denen er den Kreislauf der Natur in der Wechselbeziehung von Himmel, Meer und Land ebenfalls in symbolischer Überhöhung, doch dabei naturwissenschaftlichen Erkenntnissen folgend, darbietet. Ein reiches zeichnerisches Werk (Feder, Pinsel) von hoher Spontaneität und Ausdrucksstärke begleitet sowohl die Landschaftsdarstellungen als auch die späteren Bilder zu biblischen Themen.
Der 1982 in Braunschweig gegründete „Freundeskreis zur Förderung der Kunst e. V.“ hat seit seinem Bestehen die Veröffentlichung des vielfältigen bildnerischen, dichterischen und musikalischen Werkes von Wolfgang Klähn gefördert. Mit seiner Unterstützung wurden die bisher erschienenen Bücher mit Versen und Zeichnungen herausgegeben. Hinzu kommen Publikationen über den Maler, Zeichner, Dichter und Komponisten Wolfgang Klähn sowie mehrere Ausstellungskataloge.

## Wolfgang-Klähn-Preis
Darüber hinaus initiierte der Freundeskreis noch zu Klähns Lebzeiten den „Wolfgang Klähn-Preis, Kunstpreis des Gesamtverbandes des Hamburger Handwerks“. Es ist das Ziel, ihn alle zwei Jahre auszuschreiben. Die Verleihung findet in Hamburg statt, dem Lebens- und Arbeitsmittelpunkt von Wolfgang Klähn, zunächst in den Jahren 2017, 2019 und 2022 im Gebäude der Handwerkskammer Hamburg, seit 2023 im Haus Rissen und nicht mehr in der Handwerkskammer und nicht mehr mit Beteiligung des „Gesamtverbandes des Hamburger Handwerks“.
- An Wolfgang Klähns 88. Geburtstag, dem 13. Oktober 2017, wurde er erstmals vergeben und zwar an den Bildhauer Andreas Krämmer.
- 2019 zur zweiten Preisverleihung entschied sich die Jury unter Vorsitz des Flensburger Kunsthistorikers Thomas Gädeke für den Maler Christopher Lehmpfuhl. Verbunden war dies im Oktober 2019 mit einer Ausstellung in der Galerie Elbchaussee[12]
- Für 2021 wurde der Wolfgang Klähn-Preis an den in Itzehoe lebenden Maler Friedel Anderson vergeben. Im selben Jahr 2021 wurde als Ergänzung zum Klähn-Preis ein neuer Förderpreis für Nachwuchskünstler ausgeschrieben. Er wurde erstmals vergeben an die Münchner Malerin Bianca Patricia Isensee. Die an die Feier zur Preisverleihung anschließende Ausstellung fand in der Freien Akademie der Künste Hamburg[13][14] statt und wurde coronabedingt auf den 7. März 2022 verlegt.
- 2023 fand zum vierten Mal die Auszeichnung statt, dieses Mal im Haus Rissen[15] und zwar jetzt nur noch als Initiative des Freundeskreises zur Förderung der Kunst e. V. und unterstützt durch die Kunststiftung Christa und Nikolaus W. Schües. Sie ging am 1. Dezember 2023 an den Bildhauer Prof. Carl Constantin Weber[16] und sein Lebenswerk.
- Die fünfte Preisverleihung wird vermutlich 2025 im Altonaer Museum stattfinden[17].

## Einzelausstellungen (Auswahl)
- 1953 Landesmuseum, Hannover.
- 1959 Galerie Valentien, Stuttgart.
- 1965 Städtisches Museum, Trier.
- 1968 Pfalzgalerie, Kaiserslautern. Märkisches Museum, Witten.
- 1970 Kunsthalle zu Kiel. Dom-Museum, Lübeck. Kunsthalle, Bremen.
- 1971 BAT-Haus, Hamburg. Galerie Valentien, Stuttgart.
- 1978 Pfalzgalerie, Kaiserslautern.
- 1979 Städtische Galerie, Würzburg. Städtisches Museum, Braunschweig. Kunstverein, Bayreuth.
- 1984 Braunschweiger Dom. 1988 Deutsche Genossenschafts-Hypothekenbank, Hamburg.
- 1999 Schloss Cappenberg, Selm. Schloss Kromsdorf, Weimar.
- 2000 Stiftung Schleswig-Holsteinische Landesmuseen Schloss Gottorf, Schleswig.
- 2003 St. Petri, Hamburg. Schleswiger Dom. Evangelische Akademie Loccum.
- 2005 Diözesanmuseum, Bamberg. St. Jakobi, Lübeck

## Veröffentlichungen (Auswahl)
- Natur, Mensch, Landschaft. Schweinfurter Groschenheft, Dezember 1978.
- Bilder zur Bibel. Einleitung: Thomas Gädeke. Braunschweig 1982.
- Gesänge an den Schöpfer Gott. Martin Gosebruch zu Ehren, hg. von Frank Steigerwald, München 1984, S. 207 ff.
- Augenseele, Verse und Zeichnungen. Hrsg. von Bernd Seydel. Stuttgart 1988, ISBN 3-87838-557-9.
- Klingt ihm ein Ort. Drei zyklische Dichtungen. Hrsg. und mit einer Nachbemerkung von Bernd Seydel. Berglen-Kottweil 1994, ISBN 3-930415-00-3
- Brücken zueinander …. Freundeskreis Schloß Kromsdorf e. V., Thüringer Filmbüro e. V. Brücken zueinander …, Pfingsten im Schloß Kromsdorf, Kromsdorf 1996.
- Thebios. Hrsg. und mit Anmerkungen versehen von Bernd Seydel. Erfurt 1999, ISBN 3-930415-03-8.